# Demosthenesia
Demosthenesia é um género botânico pertencente à família Ericaceae.